# Езова
Езова — деревня в Чердынском районе Пермского края. Входит в состав Вильгортского сельского поселения.

## Географическое положение
Расположена на правом берегу реки Цыдовка, примерно в 2 км к западу от центра поселения, села Вильгорт, и в 21 км к северу от районного центра, города Чердынь.

## Население
| 2010 |
| ---- |
| 60   |

## Топографические карты
- Лист карты P-40-125,126 Чердынь. Масштаб: 1 : 100 000. Указать дату выпуска/состояния местности.